# Parafia Świętej Trójcy w Bulkowie
Parafia pw. Świętej Trójcy w Bulkowie – rzymskokatolicka parafia należąca do dekanatu bodzanowskiego, diecezji płockiej, metropolii warszawskiej.
Została erygowana w 1385. Obecny kościół parafialny powstał w latach 1974–1978 według projektu architekta Stanisława Marzyńskiego. Świątynia została konsekrowana 27 sierpnia 1978 roku przez bp. Bogdana Sikorskiego.